# Land (Österreich)

Karte der neun Bundesländer Österreichs

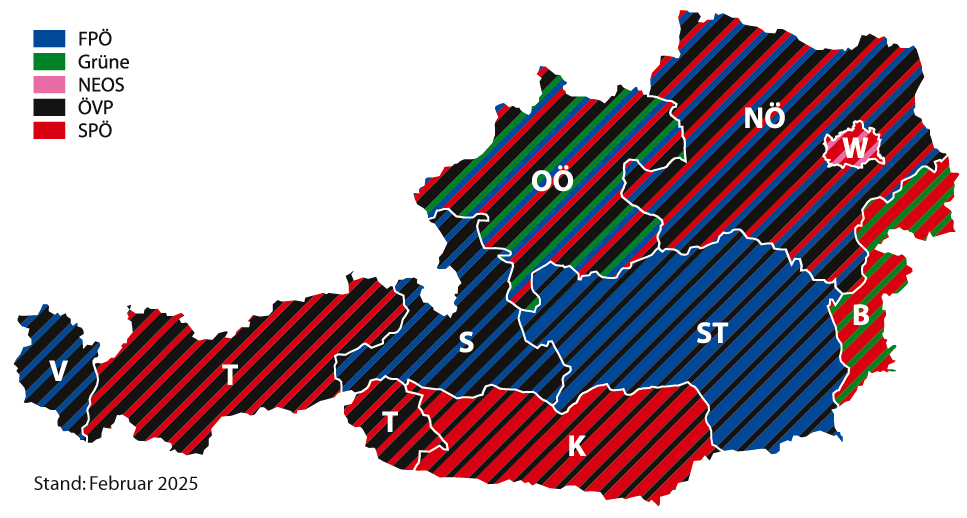
Politische Landschaft der Bundesländer

Ein Land (auch: Bundesland) ist ein Gliedstaat der bundesstaatlich organisierten Republik Österreich. Die neun Länder stellen Gebietskörperschaften dar, also rechtlich eigenständige Gebilde. Innerhalb der föderalen Verfassung spricht man von der Landesebene als Gegensatz zur Bundesebene.

## Stellung der Länder im Staat
Die Länder haben eigene Landesverfassungen, welche der Bundesverfassung nicht widersprechen dürfen. Außerdem verfügen sie mit den Landtagen über eigene Legislativorgane sowie mit den Landesregierungen über eigene Exekutivorgane. Die Judikative steht dagegen – mit Ausnahme der Verwaltungsgerichtsbarkeit – allein dem Bund zu.
Die Länder sind gleichzeitig Verwaltungseinheiten des Bundes; im Rahmen der mittelbaren Bundesverwaltung sind Landesorgane auch für den Bund tätig.
Fünf der neun österreichischen Bundesländer (Niederösterreich, Kärnten, Steiermark, Tirol, Salzburg (als Erzstift)) sind bereits im Mittelalter entstanden. 
Oberösterreich wurde 1783/84 unter Joseph II. selbstständig. Vorarlberg war lange Landesteil von Tirol und wurde 1861 eigenständig (Februarpatent). Das Burgenland (bis dahin Teil Ungarns) kam 1921 hinzu (Vertrag von Trianon). 
Wien wurde 1922 von Niederösterreich getrennt und zum eigenen Bundesland erhoben.
Größere Grenzänderungen zwischen Bundesländern bedürfen übereinstimmender Gesetze des Bundes und der beiden involvierten Bundesländer. 
Für Grenzbereinigungen genügen übereinstimmende Gesetze der beiden Bundesländer.

## Zu den Begriffen Land und Bundesland
Das Bundes-Verfassungsgesetz verwendet den Begriff Land anstelle von Bundesland. Auch die Landesverfassungen folgen hauptsächlich dieser Wortwahl.

## Übersicht über die neun Länder
Legende
* ISO = ISO 3166-2:AT • KG = Katastralgemeinden • PB = Politische Bezirke • Ortschaften
* Status: SR = Statutarstädte • STadtgemeinden • Marktgemeinden • Gemeinden • Σ = Summe
| Flagge | Wappen | Name (Abk.)               | I S O | N U T S | Landeshauptstadt         | Landeshauptmann / -frau (Partei)    | Regierungsmehrheit / Landtagssitze            | Einw. (2025) | Fläche in km² | EW / km² | KG    | PB | Anzahl der Gemeinden nach Status (Stand: 1. Jänner 2022) | Anzahl der Gemeinden nach Status (Stand: 1. Jänner 2022) | Anzahl der Gemeinden nach Status (Stand: 1. Jänner 2022) | Anzahl der Gemeinden nach Status (Stand: 1. Jänner 2022) | Anzahl der Gemeinden nach Status (Stand: 1. Jänner 2022) | Ort.  |
| Flagge | Wappen | Name (Abk.)               | I S O | N U T S | Landeshauptstadt         | Landeshauptmann / -frau (Partei)    | Regierungsmehrheit / Landtagssitze            | Einw. (2025) | Fläche in km² | EW / km² | KG    | PB | S R                                                      | S T                                                      | M                                                        | G                                                        | Σ                                                        | Ort.  |
| ------ | ------ | ------------------------- | ----- | ------- | ------------------------ | ----------------------------------- | --------------------------------------------- | ------------ | ------------- | -------- | ----- | -- | -------------------------------------------------------- | -------------------------------------------------------- | -------------------------------------------------------- | -------------------------------------------------------- | -------------------------------------------------------- | ----- |
|        |        | Burgenland (B / Bgld.)    | 1     | AT11    | Eisenstadt               | Hans Peter Doskozil (SPÖ)           | SPÖ (17) Grüne (2) Ges.: 36                   | 301.790      | 3.965,21      | 76       | 328   | 7  | 2                                                        | 11                                                       | 67                                                       | 91                                                       | 171                                                      | 328   |
|        |        | Kärnten (K / Ktn.)        | 2     | AT21    | Klagenfurt am Wörthersee | Peter Kaiser (SPÖ)                  | SPÖ (15) ÖVP (7) Ges.: 36                     | 570.095      | 9.536,83      | 60       | 746   | 8  | 2                                                        | 15                                                       | 47                                                       | 68                                                       | 132                                                      | 2.825 |
|        |        | Niederösterreich (N / NÖ) | 3     | AT12    | St. Pölten               | Johanna Mikl-Leitner (ÖVP)          | ÖVP (23) FPÖ (14) SPÖ (12) Ges.: 56           | 1.727.514    | 19.180,08     | 90       | 3.040 | 20 | 4                                                        | 72                                                       | 327                                                      | 170                                                      | 573                                                      | 3.744 |
|        |        | Oberösterreich (O / OÖ)   | 4     | AT31    | Linz                     | Thomas Stelzer (ÖVP)                | ÖVP (22) FPÖ (11) SPÖ (11) Grüne (7) Ges.: 56 | 1.535.519    | 11.982,77     | 128      | 1.213 | 15 | 3                                                        | 29                                                       | 151                                                      | 255                                                      | 438                                                      | 6.590 |
|        |        | Salzburg (S / Sbg.)       | 5     | AT32    | Salzburg                 | Karoline Stephanie Edtstadler (ÖVP) | ÖVP (12) FPÖ (10) Ges.: 36                    | 572.846      | 7.154,48      | 80       | 381   | 5  | 1                                                        | 10                                                       | 24                                                       | 84                                                       | 119                                                      | 687   |
|        |        | Steiermark (St / Stmk.)   | 6     | AT22    | Graz                     | Mario Kunasek (FPÖ)                 | FPÖ (17) ÖVP (13) Ges.: 48                    | 1.271.716    | 16.399,55     | 78       | 1.605 | 13 | 1                                                        | 34                                                       | 122                                                      | 129                                                      | 286                                                      | 2.078 |
|        |        | Tirol (T)                 | 7     | AT33    | Innsbruck                | Anton Mattle (ÖVP)                  | ÖVP (14) SPÖ (7) Ges.: 36                     | 777.660      | 12.648,46     | 61       | 341   | 8  | 1                                                        | 10                                                       | 21                                                       | 245                                                      | 277                                                      | 627   |
|        |        | Vorarlberg (V / Vbg.)     | 8     | AT34    | Bregenz                  | Markus Thomas Wallner (ÖVP)         | ÖVP (15) FPÖ (11) Ges.: 36                    | 411.784      | 2.601,68      | 158      | 107   | 4  | –                                                        | 5                                                        | 12                                                       | 79                                                       | 96                                                       | 155   |
|        |        | Wien (W)                  | 9     | AT13    | –                        | Michael Ludwig (SPÖ)                | SPÖ (43) NEOS (10) Ges.: 100                  | 2.028.289    | 414,82        | 4887     | 89    | –  | 1                                                        | –                                                        | –                                                        | –                                                        | 1                                                        | 23    |
| Flagge | Wappen | Name (Abk.)               | I S O | N U T S | Landeshauptstadt         | Landeshauptmann/-frau (Partei)      | Regierungsmehrheit / Landtagssitze            | Einw. (2025) | Fläche in km² | EW / km² | KG    | PB | SR                                                       | ST                                                       | M                                                        | G                                                        | Σ                                                        | Ort.  |